# Grimes County
Grimes County je okres ve státě Texas v USA. K roku 2010 zde žilo 26 604 obyvatel. Správním městem okresu je Anderson. Celková rozloha okresu činí 2 075 km².